# Marshall (Wisconsin)
Marshall es una villa ubicada en el condado de Dane en el estado estadounidense de Wisconsin. En el Censo de 2010 tenía una población de 3.862 habitantes y una densidad poblacional de 679,33 personas por km².

## Geografía
Marshall se encuentra ubicada en las coordenadas 43°10′16″N 89°3′39″O / 43.17111, -89.06083. Según la Oficina del Censo de los Estados Unidos, Marshall tiene una superficie total de 5.69 km², de la cual 5.42 km² corresponden a tierra firme y (4.6%) 0.26 km² es agua.

## Demografía
Según el censo de 2010, había 3.862 personas residiendo en Marshall. La densidad de población era de 679,33 hab./km². De los 3.862 habitantes, Marshall estaba compuesto por el 91.12% blancos, el 1.24% eran afroamericanos, el 0.21% eran amerindios, el 0.88% eran asiáticos, el 0% eran isleños del Pacífico, el 4.87% eran de otras razas y el 1.68% pertenecían a dos o más razas. Del total de la población el 11.11% eran hispanos o latinos de cualquier raza.